# Harry Smyth
Harry Smyth, född 21 februari 1910 i Moncton och död 20 september 1992 i Moncton, var en kanadensisk hastighetsåkare på skridskor. Han deltog vid olympiska spelen i Lake Placid 1932 på 5 000 meter och kom på åttonde plats i finalen.